# Luis Olivera
Luis Olivera (24 oktober 1998) is een Argentijns voetballer die bij voorkeur als linksback speelt. Hij stroomde in 2015 door vanuit de jeugd van River Plate.

## Clubcarrière
Olivera genoot zijn jeugdopleiding bij River Plate. Op 8 november 2015 maakte hij zijn opwachting in de Argentijnse Primera División tegen Newell's Old Boys. Hij kwam na 76 minuten als vervanger van Leonel Vangioni op het veld. Op 30 april 2016 speelde de vleugelverdediger zijn tweede competitiewedstrijd tegen Vélez Sarsfield. Hij mocht voor het eerst in de basiself starten en werd na 63 minuten vervangen door Exequiel Palacios.